# Sebeslavce
Sebeslavce jsou osada, část obce Blatnica v okrese Martin na Slovensku. Nacházejí se přibližně dva kilometry od Blatnice.
V minulosti byla obec poměrně rozvinutá, ale od konce 16. století začala zanikat, v roce 1785 měla deset domů a 85 obyvatel a v roce 1828 měla sedm domů a 54 obyvatel.

## Kulturně-historické památky

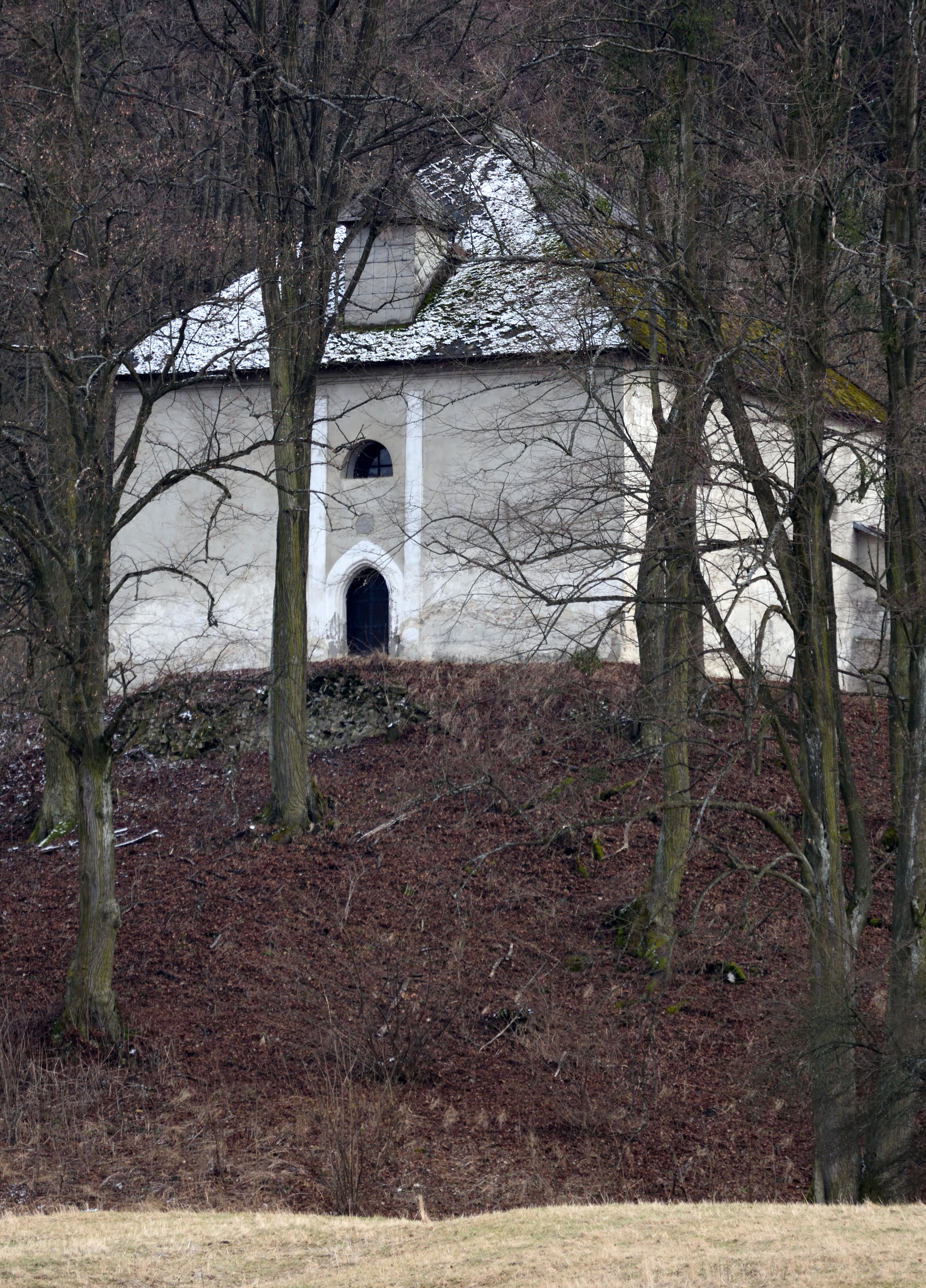
Kostel svatého Ondřeje

Nad Sebeslavcemi se nachází římskokatolický, původně gotický kostel svatého Ondřeje. Spolu se zánikem obce význam kostela upadl a během 18. století a první třetiny 19. století byl nevyužívaný a chátral. V roce 1837 na podnět baronů Jana a Jiřího Révaiů byl z ruin nově postaven v klasicistním slohu. Do konce 20. století se v něm sloužily mše, dnes je pro veřejnost uzavřen. Za kostelem se nacházejí zbytky hřbitova.

## Nová výstavba
V současnosti se plánuje v Sebeslavcích nová výstavba, která počítá s 37 novými rodinnými domy.